# Bohém rapszódia
A Bohém rapszódia (angolul Bohemian Rhapsody) című életrajzi film a brit Queen rockegyüttes történetéről szól, középpontban a frontember, Freddie Mercury életével. A film végigköveti az együttes felemelkedését, Mercury szólókarrierjének indulását, és azt az időszakot, amikor az énekesnél diagnosztizálták az AIDS betegséget.
A film amerikai–brit koprodukcióban készült a 20th Century Fox, a New Regency, a GK Films és a Queen Films gyártásában. Forgalmazója a 20th Century Fox. A filmet Bryan Singer rendezte. A főszereplők Rami Malek (Freddie Mercury), Lucy Boynton (Mary Austin), Gwilym Lee (Brian May), Ben Hardy (Roger Taylor), Joseph Mazzello (John Deacon). A Queen tagjai, Brian May gitáros és Roger Taylor dobos kreatív szakértőként és zenei producerként vettek részt a film elkészítésében.
A forgatás 2017 szeptemberében kezdődött Londonban Bryan Singer irányításával. Decemberben Singer nem jelent meg a forgatáson, ezért kirúgták. Dexter Fletcher rendezőt kérték fel a film befejezésére, habár a hivatalos stáblistában Singer maradt a rendező az Amerikai Rendezők Céhének szabályai szerint. A forgatás 2018 januárjában fejeződött be.
Világpremierjét 2018. október 23-án tartották Londonban, Magyarországon október 26-án, az Egyesült Államokban november 2-án mutatták be.
2019. április 26-ig több mint 902 millió dollár bevételt hozott, és a zenés életrajzi film műfajában a valaha volt legsikeresebb alkotás, megelőzve a 2015-ben bemutatott Egyenesen Comptonból című filmet.
A film történetvezetését sok kritika érte az eseményeknek gyakran a valóságtól eltérő bemutatása, valamint Mercury életének és szexualitásának ábrázolása miatt, azonban dicsérték Malek alakítását és a zenei rendezést. A filmet két Golden Globe-díjra is jelölték, a legjobb filmdráma és a legjobb drámai színész kategóriában; mindkettőt elnyerte. Öt Oscar-díjra jelölték, melyből négyet kapott meg, köztük a legjobb férfi főszereplőnek járót.

## Cselekmény
1970-ben Farrokh Bulsara a Heathrow repülőtéren dolgozik mint csomagrakodó. Ellátogat egy londoni éjszakai klubba, hogy egy helyi zenekar, a Smile koncertjét hallgassa. A koncert után találkozik Brian May gitárossal és a dobossal, Roger Taylorral, akik elmondják neki, éppen új tagot keresnek együttesükbe, mert a basszusgitáros és énekes Tim Staffell kilépett. Az ifjú Bulsara ajánlkozik, hogy lesz ő az együttes új frontembere. John Deacon basszusgitárossal együtt, immár Queen néven ismert zenekar lesznek, és Anglia-szerte koncerteznek. Farrokh mindeközben jogilag is felveszi a Freddie Mercury nevet, az együttes pedig szerződést köt az EMI Records lemezkiadóval. Az együttes amerikai turnéján, bár ekkor már kapcsolatban él Mary Austinnal, többször bizonytalanná válik szexuális irányultságát illetően.
1975-ben a Queen kiadja negyedik lemezét, a Night at the Operát, de otthagyja az EMI-t, amikor Ray Foster lemezkiadó menedzser elutasítja a Bohemian Rhapsody című dal kislemezen való szerepeltetését, mondván az túl hosszú, így a rádiók sosem fogják leadni azt. A dal a vegyes kritikák ellenére sikerrel debütált. Freddie, bár már eljegyezte kedvesét, bevallja neki, hogy biszexuális.
A zenekar sikerei az 1980-as években is folytatódnak, de a tagok közt sok feszültség van a játszani kívánt zenei irányzat miatt. Freddie otthonában egy beszélgetést követően beleszeret Jim Huttonba, egy felszolgálóba, aki a partiján segédkezett. Jim azt tanácsolja neki, hogy keresse fel, amikor már megtalálta az igazi belső énjét. A Hot Space című album 1982-es bemutatásán a sajtó képviselői Freddie-t elárasztják a magánéletéről és a szexuális beállítottságáról szóló kérdésekkel. Nem sokkal később Freddie bejelenti, hogy miután egy négymillió dolláros szerződést kötött a CBS Recordsszal, szólókarrierbe kezd.
1984-ben Münchenbe költözik, hogy első szólólemezén, a Mr. Bad Guy című albumon dolgozhasson, illetve, hogy személyi menedzserével, Paul Prenterrel folytathassa a homoszexuális orgiákat. Egy éjszaka meglátogatja a terhes Mary, és sürgetve kéri, hogy térjen vissza a Queenhez, valamint beszél Freddie-nek a készülő jótékonysági koncertről, a Live Aidről. Miután rájön, hogy Prenter ezt és még sok fontos információt elhallgatott előle, Freddie szakít szeretőjével, aki válaszul nyilvánosságra hozza annak szexuális irányultságáról szóló, addig titkolt dolgait. Freddie az AIDS világszerte terjedő megjelenésével titokban szűrővizsgálaton vesz részt, ahol szembesül vele, hogy ő is elkapta a halálos vírust.
Freddie visszatér Londonba, hogy bocsánatot kérjen az együttes tagjaitól és Jim Beach menedzsertől. Az utolsó pillanatokban sikerül leszervezni, hogy a Queen is felléphessen a Live Aiden, míg egy próba során Freddie bevallja társainak, hogy AIDS-ben szenved. A Live Aiden a Queen hatalmas sikerű koncertet ad, ami nagyban befolyásolja az adomány összegét.
Freddie 1991. november 24-én meghal, halála után Beach és a Queen megmaradt tagjai létrehozzák a Mercury Phoenix Trustot, hogy segítsenek az AIDS világméretű terjedésének megakadályozásában.

## Szereplők

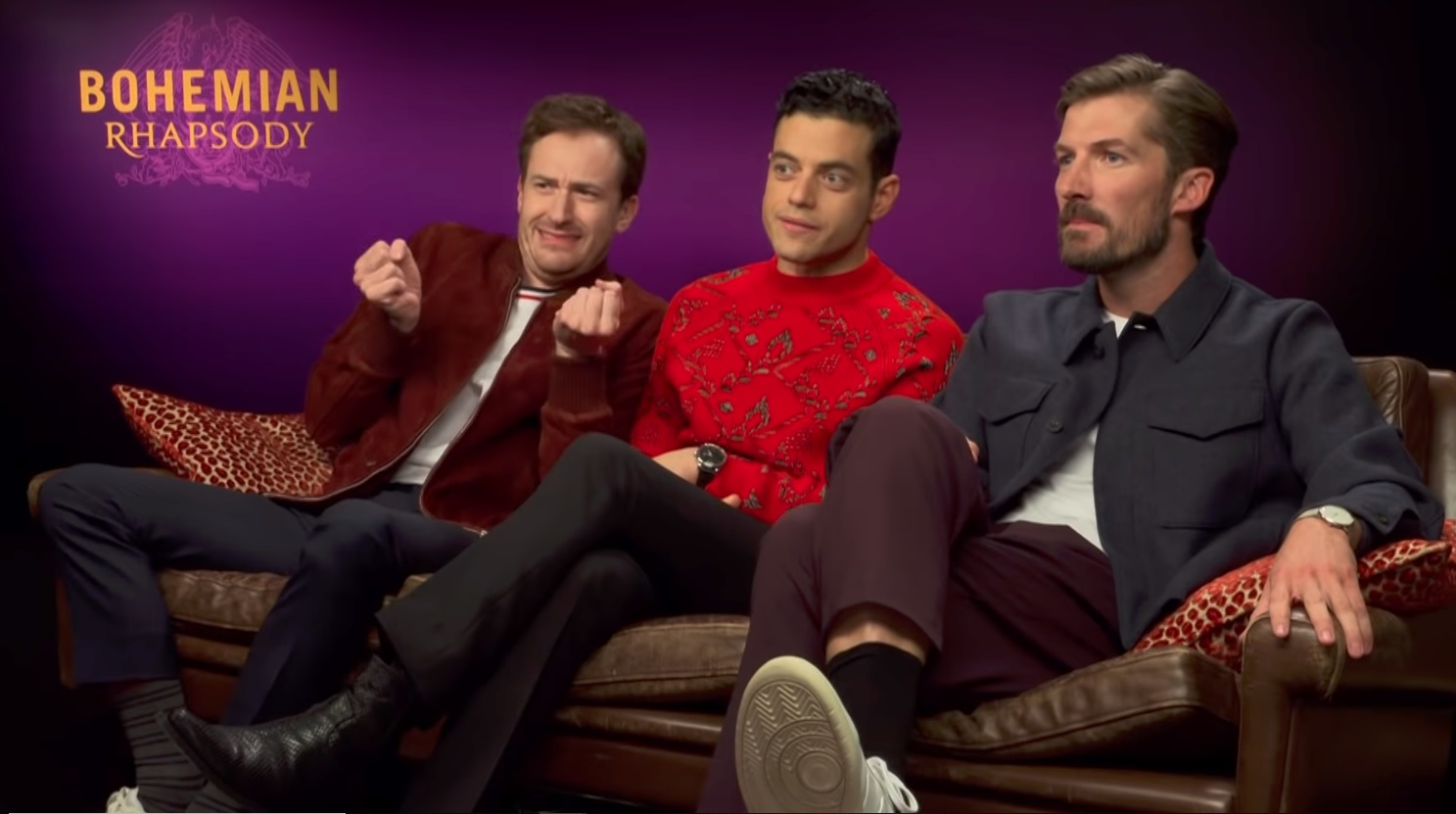
Balról jobbra: Joe Mazzello, Rami Malek és Gwilym Lee interjú közben

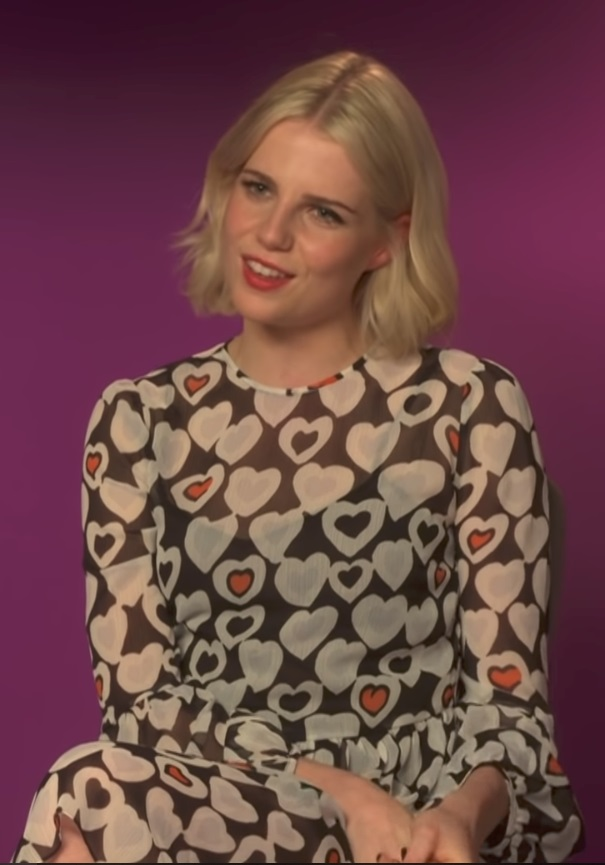
Lucy Boynton

| Színész          | Szerep                                        | Magyar hang        |
| ---------------- | --------------------------------------------- | ------------------ |
| Rami Malek       | Freddie Mercury, a Queen énekese, frontembere | Fehér Tibor        |
| Adam Rauf        | fiatal Farrokh Bulsara / Freddie Mercury      |                    |
| Lucy Boynton     | Mary Austin, Mercury társa                    | Törőcsik Franciska |
| Gwilym Lee       | Brian May, a Queen gitárosa                   | Szatory Dávid      |
| Ben Hardy        | Roger Taylor, a Queen dobosa                  | Jéger Zsombor      |
| Joseph Mazzello  | John Deacon, a Queen basszusgitárosa          | Zámbori Soma       |
| Aidan Gillen     | John Reid, Queen második menedzsere           | Széles Tamás       |
| Tom Hollander    | Jim Beach, a Queen harmadik menedzsere        | Csankó Zoltán      |
| Allen Leech      | Paul Prenter, Mercury személyes menedzsere    | Markovics Tamás    |
| Mike Myers       | Ray Foster, az EMI igazgatója                 | Scherer Péter      |
| Aaron McCusker   | Jim Hutton, Mercury szerelme                  | Pál Tamás          |
| Dermot Murphy    | Bob Geldof                                    | Jakab Márk         |
| Meneka Das       | Jer Bulsara, Mercury anyja                    | Radó Denise        |
| Ace Bhatti       | Bomi Bulsara, Mercury apja                    | Kőszegi Ákos       |
| Dickie Beau      | Kenny Everett                                 | Bercsényi Péter    |
| Neil Fox-Roberts | Mr. Austin, Mary apja                         |                    |
| Philip Andrew    | Reinhold Mack                                 |                    |
| Matthew Houston  | Larry Mullen Jr., a U2 dobosa                 |                    |
| Michelle Duncan  | Shelley Stern                                 | Kelemen Kata       |
| Max Bennett      | David, Mary barátja                           | Posta Victor       |

## Háttér és forgatás

### Előzmények

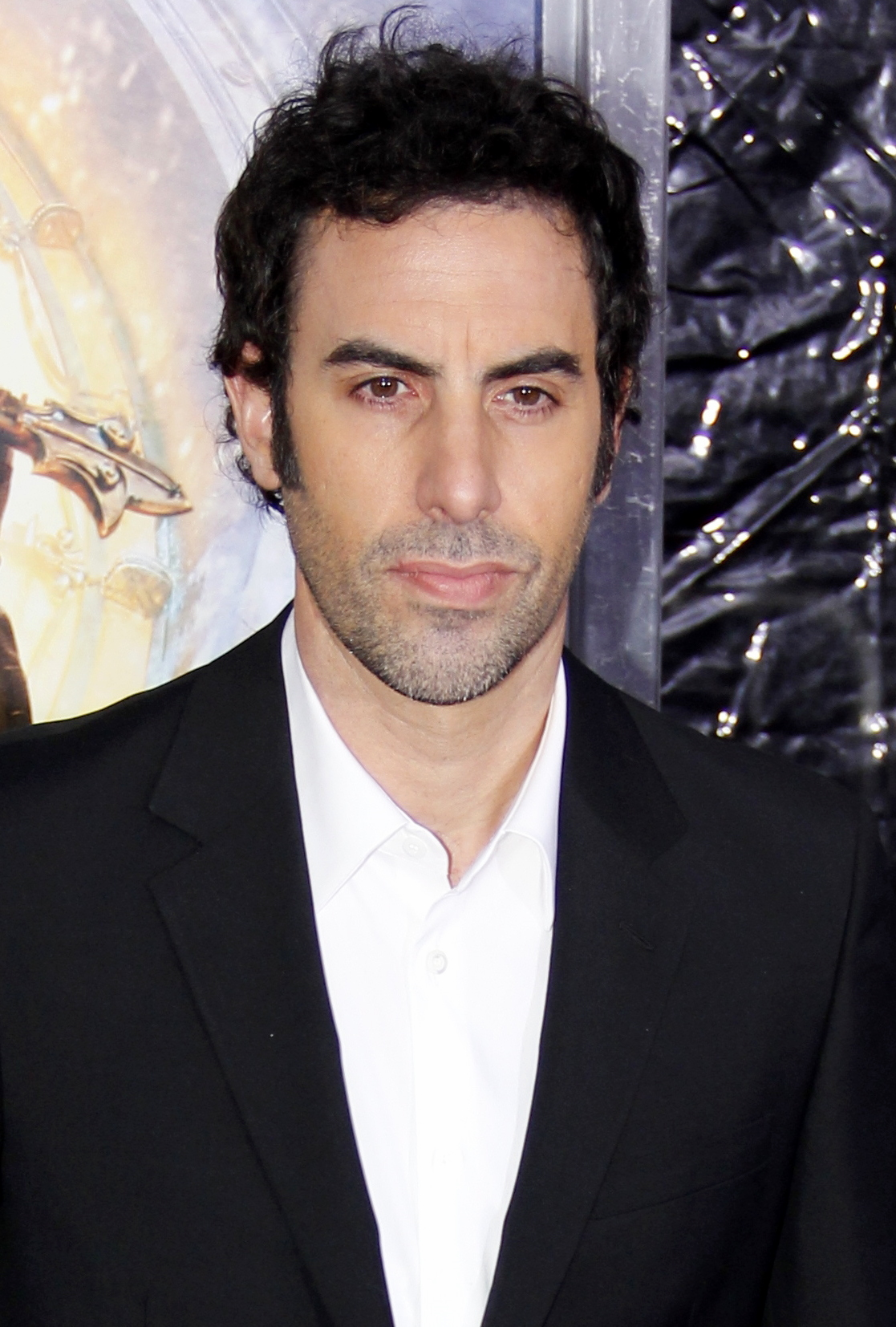
Sacha Baron Cohennek tervezték adni Freddie Mercury szerepét a projekt kezdetén

A Queen gitárosa, Brian May 2010 szeptemberében nyilatkozott arról, hogy terveznek egy filmet. Az előzetes információk szerint a film 1985-ig, a Live Aid koncertig mutatta volna be a történetet, Graham Kinget nevezték meg társproducerként, Peter Morgant forgatókönyvíróként, és Sacha Baron Cohen nevét szellőztették meg Freddie Mercury szerepére.
May 2011 áprilisában megerősítette, hogy a munkálatok folytatódtak. Helyeselte Baron Cohent a főszerepre, ugyanakkor voltak fenntartásai a projekt lehetséges irányait tekintve. Az együttes szerette volna elkerülni, hogy a film bármilyen módon ártson Mercury örökségének. 2013 júliusában Baron Cohen otthagyta a produkciót, kreatív különbségek miatt. Állítólag ő egy Mercuryra fókuszáló, 18 éven felülieknek szóló explicit filmet szeretett volna, míg az együttes gyerekeknek is megfelelő tartalommal, az együttesről szóló alkotást preferált. May később úgy nyilatkozott, hogy Cohennel jó viszonyban váltak el. May és Roger Taylor kijelentései arra engedtek következtetni, hogy szerintük Baron Cohen túlságosan is jól ismert volt komikusként és tréfamesterként (főképp Ali G és Borat szerepei miatt), és hogy jelenléte a filmben túlzottan elterelte volna a nézők figyelmét. 2016 márciusában Baron Cohen interjúban beszélt a félreértésekről, hogy a Queen tagjai másképp képzelték el a cselekményt, különösképpen, hogy azt szerették volna, a film második fele arról szóljon, hogyan megy az együttes tovább Mercury halálát követően. Arról is beszélt, hogy a gyártás kapcsán is voltak nézeteltéréseik, különösen David Fincher, Tom Hooper és Peter Morgan bevonása okán.
Baron Cohen távozását követően, 2013 decemberében Ben Whishaw neve merült fel Mercury szerepére. Ez időtájt Dexter Fletchert ültették a rendezői székbe. Fletcher a következő év elején felmondott, a hírek szerint Kinggel való alkotói nézeteltérések miatt. 2014 augusztusában Whishaw szerint a film előkészítése nem haladt rendesen, és gondok akadtak a forgatókönyvvel. Hét hónappal később a színész kilépett a projektből. 2015-ben felröppent a pletyka, hogy Baron Cohen visszatér a filmhez, illetve Whishaw újra a projekt része lehet.
2015 novemberében Anthony McCarten lett a forgatókönyvíró, a film munkacíme pedig Bohém rapszódia lett, a Queen azonos című dala után. McCarten 2016 februárjában adta le a forgatókönyv első változatát, miután többször meginterjúvolta Mayt és Taylort. Egy évvel később Bryan Singer rendező neve merült fel, és Rami Maleket választották Mercury szerepére. A filmet a 20th Century Fox és a New Regency sínre tette. Roger Taylor szerepére Johnny Flynn neve merült fel a pletykalapokban, míg Mary Austin szerepére Gemma Artertont szellőztették meg.
2017 májusában Malek megerősítette, hogy felvételek készültek az Abbey Road Studiosban, és hogy személyesen konzultált Taylorral és Mayjel. Ugyanebben a hónapban az Entertainment Weekly megírta, hogy Taylor és May a film zenei producereiként is közreműködnek. 2017 augusztusában kiderült, hogy Justin Haythe a forgatókönyv egy másik változatát készítette el.

### Szereposztás
2016. november 4-én bejelentették, hogy Freddie Mercury szerepére Rami Maleket választották. A producerek a Mr. Robot című televíziós sorozatban látták a színészt. Maleknek készítenie kellett egy próbafelvételt az Abbey Road Studiosban, melyet elküldtek a Queen tagjainak. 2017. augusztus 21-én további szereplőket jelentettek be: a dobos Roger Taylor szerepét Ben Hardy kapta, a szólógitáros Brian May szerepét Gwilym Lee-re osztották, míg a basszusgitáros John Deacon szerepére Joseph Mazzellót választották. Paul Prenter, Mercury személyi menedzserének szerepét Allen Leech kapta. Graham King producer szerint nem „sztárokat” akartak szerződtetni a szerepekre, hanem olyan színészeket kerestek, akik képesek visszaadni az eredeti karaktereket.
2017. szeptember 6-án írták meg a lapok, hogy végül Lucy Boynton kapta Mercury barátnőjének, Mary Austinnak a szerepét. Korábban Lindsey Stirling, Bryce Dallas Howard, Maria Bello és Ashley Johnson neve is felmerült a szerepre. 2017. szeptember 11-én Mike Myers is csatlakozott a projekthez, Ray Foster (fiktív) EMI-igazgató szerepében, majd Aaron McCuskerrel egészült ki a stáb, aki Mercury utolsó kedvesét, Jim Huttont alakíthatta. John Reid, a Queen második menedzserének szerepét Aidan Gillen kapta, az együttes harmadik menedzsere, Jim Beach szerepét pedig Tom Hollanderre osztották.
A filmben Adam Lambert is megjelenik cameoszerepben, mint kamionsofőr. A film vágója és zeneszerzője, John Ottman is cameózik a filmben, mint tévérendező.

### Forgatás
A gyártás előkészítését 2017 júliusában kezdték meg, a forgatás pedig szeptemberben indult el Londonban. Szeptember 7-én felállították az 1985-ös Live Aid koncert régi Wembley Stadionbeli díszleteinek pontos mását a Bovingdon repülőtéren, Hemel Hempstead mellett. A színpad építésében az a cég is részt vett, amelyik az eredeti Live Aid-színpadot is építette, és a Live Aid producere is jelen volt. A felvételeken Brian May saját gitárját használták, mellyel a Live Aiden játszott, és minden egyéb aspektusban is a teljes eredetiségre törekedtek, az Adidas például újra legyártotta Mercury sportcipőjét, amelyet a fellépésen viselt. Több mint 100 statiszta dolgozott a jeleneten, mindenkit egyenként, 360°-ban szkenneltek le, és digitálisan hozták létre a több tízezres tömeget. Minden extra háromféle öltözéket viselt, és a dalokra külön, személyenként egyesével felvették velük a tapsolást és egyéb mozgásokat, hogy szinkronban legyenek a zenével. A statiszták a korra jellemző öltözéket és hajstílust viseltek, a sminkmester szerint szinte mindenkinek parókát kellett viselnie a forgatáson. A Queen teljes fellépését újraforgatták, azonban a moziváltozatból kivágták a We Will Rock You és a Crazy Little Thing Called Love felvételeit. Ezek megtekinthetőek a film blu-ray változatán, az extrák között. A Live Aiden játszott dalokat egyszerre vették fel, ugyanabban az időpontban, amikor az eredeti koncert is zajlott, napnyugtakor.
Greg Brooks, a Queen archívumának kezelője fontos szerepet játszott a jelenetek újraalkotásában, hogy a lehető legvalósághűbbek legyenek. Hónapokon át napi munkakapcsolatban volt a Fox-szal, számos kérdésre adott választ.
Mikor Malek megkapta a szerepet, csak felületesen ismerte a Queent. Ahhoz, hogy elmélyülhessen Mercury szerepében, rengeteget kellett készülnie, többek között mozgásoktató segítette, és meg kellett tanulnia protézissel beszélni és énekelni. Mercury mozgásának tanulmányozása mellett Liza Minnelli-videókat is megnéztek a mozgásoktatóval, mivel a színésznő színpadi mozgása Mercuryt is inspirálta. Malek ének- és zongoraleckéket is vett a szerephez, valamint nyelvtanárral dolgozott Mercury akcentusának elsajátításán. Malek úgy nyilatkozott a folyamatról, hogy nehéz volt utánoznia Freddie Mercuryt, mert az énekes teljesen spontán mozgott a színpadon: „Sokszor mondtam magamnak, hogy 'ez teljesen reménytelen'”. A forgatás befejezését követően Malek azt mondta, hatalmas Queen-rajongó lett, „Számomra Freddie a valaha volt legjobb előadó… Újra és újra lenyűgözött.” Ben Hardy úgy jelentkezett a szerepre, hogy nem tudott dobolni, ennek ellenére Roger Taylor szerint jól megoldotta a feladatot. Taylor rövid dobleckét adott neki, de nem a dobolás elsajátítására törekedtek, hanem Taylor mozdulatainak betanulására. Gwilym Lee korábban játszott már akusztikus gitáron, de meg kellett tanulnia szólógitáron játszani, amihez Brian Maytől tippeket is kapott, illetve May saját gitárjait használhatta a filmben. Joseph Mazzello játszik gitáron, így valamivel könnyebb volt számára megtanulni a basszusgitárt. Bár csak rövid idejük volt elsajátítani a hangszereket, a színészek a filmben valóban játszanak a hangszereken, nem akartak „léggitározni”, hihető előadást szerettek volna elérni.
A filmhez több száz jelmezt, ruhadarabot készítettek el, sok esetben az együttes eredeti kosztümjeit is felhasználták, melyeket Brian May adott kölcsön a stábnak. A helyszínek dekorálásakor is az eredetiségre törekedtek, például a Rockfield Studios újraalkotásakor, amelyet egy Londontól északnyugatra található rickmansworthi tanya elhagyatott, 200 éves pajtájában rendeztek be, nagyrészt az eredeti stúdiófelszerelésekkel, eredeti hangszerekkel. A felvételek során a Bohém rapszódia eredeti felvételét használták fel, amikor a kamera a keverőpultot mutatja, a műszerek pontosan a Bohém rapszódia sávjaira mozognak. A keverőpultot gyakorlatilag nulláról építették újra, bár ez nem a Rockfield farmon használt keverőpult volt, hanem egy másik stúdióból származott, amelyet az együttes használt.
Ugyan Malek maga is énekel a filmben, a producerek felhasználták a Queen-dalok éneksávjait, valamint Marc Martel is vett fel részleteket a filmhez, a kanadai énekes hangja ugyanis rendkívüli módon hasonlít Mercuryéhoz. Az ének részét tulajdonképpen Malek saját hangjából, Mercury felvételeiből és Martel hangjából gyúrták össze. A forgatáson Maleknek végig énekelnie kellett, erre szinkronizálták rá a hangmixet. A szereplőválogatás során Malek énekhangját a Queen tagjai is hallották.
2017. december 1-jén a The Hollywood Reporter közzétette, hogy a 20th Century Fox átmenetileg felfüggesztette a gyártást Brian Synger rendező „váratlan elérhetetlensége” miatt. Úgy tűnt, Singer nem ment vissza a forgatásra Hálaadás után, és emiatt a producerek felvetették, hogy másik rendezőre bízzák a filmet. Singer helyett átmenetileg Newton Thomas Sigel operatőr vette át az irányítást. Singer egyes riportok szerint „saját és családja egészségét érintő személyes okokból” hiányzott a forgatásról. Más források szerint Rami Maleknek és a stábnak lett elege a rendezőből, mert állandóan elkésett és gyakran került összetűzésbe Malekkel. 2017. december 4-én végül Singert eltávolították a rendezői székből; ekkor még két hét volt hátra a főforgatásból.

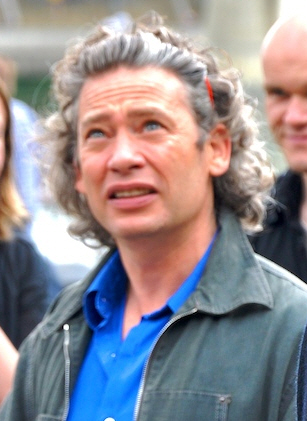
Dexter Fletcher

2017. december 6-án bejelentették, hogy Dexter Fletcher lett Singer utódja. December 15-én a forgatás folytatódott Londonban és környékén. Fletcher úgy vélte, a főforgatás mintegy kétharmada zajlott le az ő csatlakozásáig: „a főforgatás utolsó heteiben csatlakoztam, meg a vágás és ilyesmi [alatt]… Egy jó film két teljes felvonása volt előttem, és nem hagyhattam cserben [a filmet].”
2018. január 16-án Brian May egy fotót tett közzé az Instagram-oldalán a következő szöveggel:
Ma, az új főpilótánk, Dexter Fletcher védnöksége alatt megkaptam a saját rendezői székemet! Nagyon meghatott. Tehát. Hat hét óta először voltam a Bohém rapszódia forgatásán, és a hangulat hihetetlenül szívmelengető és vidám. Az egész BR-stáb olyan viharokon van túl, amelyek nem egy hajót elsüllyesztettek volna, de még mindig a fedélzeten vannak, tele vannak optimizmussal és erősebb a csapatszellemük, mint valaha. Olyan büszkék vagyunk erre a filmre! Bár mutathatnék képeket! De egyelőre jobb megvédeni a meglepetéseket. A Bohém rapszódia hajója kifutott. Teljes gőzerővel! Bri.
2018. január 30-án Gwilym Lee a Twitter-oldalán jelentette be, hogy befejeződött a forgatás.
Az utómunkálatok során a vizuális effektusokért a DNEG volt a felelős, Paul Norris vezetésével.

### Rendező személye a stáblistában
Az Amerikai Rendezők Céhe (Directors Guild of America, DGA) szabályzata szerint csak egy rendezőt lehet megnevezni egy filmben, és a DGA dönti el, hogy az ki lesz. Bár Fletcher még a forgatás vége előtt váltotta Singert, 2018 júniusában Graham King producer bejelentette, hogy Singer neve fog szerepelni a stáblistában rendezőként. Fletchert hivatalosan executive producerként nevezték meg.

## Filmzene
A film zenéjét John Ottman szerezte, aki gyakran dolgozik együtt Bryan Singerrel. A hivatalos filmzenei albumot a Hollywood Records és a Virgin EMI Records adta ki CD-n, kazettán és digitális formátumokban 2018. október 19-én. A lemezen szereplő Queen-dalok között megtalálható 11 korábban meg nem jelent felvétel, köztük öt dal a 21 perces Live Aid-fellépésből, melyet még soha nem adtak ki audioformátumban. 2019 elején hanglemezként is megjelent.

## Pontatlanságok és eltérések a valóságtól
A filmben több pontatlanság, illetve a valós eseményektől való eltérés szerepel, melyet számos forrás említ.

### Az együttessel kapcsolatosan
- Az együttes összeállása nem olyan egyszerű volt, mint ahogy a filmben bemutatták.[12] Tim Staffell középiskola óta ismerte Brian Mayt, és May iskolai együttesének, az 1984-nek az énekese is volt.[64] Freddie Mercury a londoni Ealing Art College-ból ismerte Staffellt, ahol mindketten grafikusnak tanultak. Staffell még gitározni is tanította Mercuryt. Staffell így nyilatkozott: „Mindketten ugyanazokban a körökben mozogtunk, amelyek akkoriban együttesek körül gyülekeztek. Freddie-nek volt saját együttese. Emlékszem, hogy akkoriban láttam Freddie-t fellépni az egyik együttesével (az Ibexszel) Liverpoolban. Ő pedig eljött megnézni a Smile-t.”[65] A Smile billentyűse, Chris Smith szerint Mercurynak sok ötlete volt az együttessel kapcsolatosan, és emiatt Smith úgy érezte, Freddie szeretett volna az együttes tagja lenni.[66] Mikor Staffell úgy döntött, kilép, hogy a Humpy Bonghoz csatlakozzon 1970 elején, May és Taylor végül beleegyezett, hogy Mercury legyen az énekes, aki már hónapok óta szeretett volna csatlakozni az együtteshez.[67] May szerint „Rogernek és nekem nem volt már bandánk. Azon töprengtünk, nem kéne-e feladni.”[66] Taylor azt nyilatkozta: „Freddie odajött és azt mondta, 'ugyan srácok, nem adhatjátok fel. Énekelni akarok'.”[66]
- Mercury a saját együttese, a Wreckage (korábban Ibex) utolsó fellépésén próbálta meg feje fölé emelni a mikrofonállványt, és ekkor tört le a felső része. A mikrofontartó rudat Freddie kellékként használta, lengette, léggitározott vele – ez a védjegyévé vált.[67]
- Mercury nagyjából akkor változtatott nevet, amikor az együttesnek a 'Queen' nevet javasolta, nem a John Reiddel való találkozás előtt. Queen néven 1970. július 18-án léptek fel először.[68]
- John Deacon az együttes negyedik basszusgitárosa volt.[12] 1971 februárjában csatlakozott.[68]
- Az együttes a Killer Queen előtt is fellépett a Top of the Pops című tévéműsorban, a Seven Seas of Rhye-t adták elő.[69] Amikor a Killer Queennel felléptek ugyanitt 1974. október 10-én, John Reid és Paul Prenter még nem tartozott a csapathoz.
- A film szerint John Reid szervezte az első amerikai turnét, azonban Reid csak 1975 közepén lett a menedzserük. Addigra a Queen kétszer is turnézott Amerikában, 1974 tavaszán és az 1975-ös év elején.[70][71]
- Ray Foster karaktere fiktív. Az EMI igazgatója Roy Featherstone volt, aki ugyan valóban úgy vélte, hogy a Bohém rapszódia túl hosszú kislemeznek, azonban nagy rajongója volt az együttesnek.[12][72]
- Mercury nem az első és nem is az egyetlen tagja volt az együttesnek, aki szólóalbumot jelentetett meg. Taylor 1981-ben Fun in Space, 1984-ben Strange Frontier címmel adott ki lemezt. May 1983-ban Star Fleet Project című albumát jelentette meg. Mercury Mr. Bad Guy című szólólemeze csak 1985 áprilisában jelent meg, és nem okozott semmilyen felfordulást az együttesben.[73]
- A Queen sosem oszlott fel, így a Live Aid nem számít újraegyesülésnek.[12] Abban az évben az együttes a The Works című lemezével turnézott. Utolsó koncertjük Oszakában volt, nyolc héttel a Live Aid előtt.[74] A Queent nem utolsó pillanatban vették fel a fellépők listájára, hanem elejétől kezdve szerepeltek rajta.[75] Az együttes valóban próbált a fellépés előtt, Mercury pedig torokfertőzéssel küzdött, ami miatt nem énekelhetett volna.[72]

### Mercury magánéletével kapcsolatosan
- Mercury nem aznap este ismerte meg Mary Austint, amikor az együtteshez csatlakozott. 1969-ben ismerkedtek össze, Austin a Biba nevű népszerű butikban dolgozott akkoriban.[76] Brian May úgy nyilatkozott, hogy eredetileg ő kezdett randizni Maryvel, majd egyszer Mercury megkérdezte tőle, mennyire komoly a dolog köztük és hogy randira hívhatná-e a lányt.[77] Austin először azt hitte, Mercury csak azért hívja randira, mert az ő legjobb barátnője tetszik neki, ezért egyedül hagyta őket a bárban, mire Mercury dühös lett.[78]
- Jim Hutton nem felszolgáló volt Mercury partiján: fodrász volt, aki egy melegbárban ismerte meg Mercuryt 1983-ban, Londonban. Mercury meghívta egy italra, de Hutton visszautasította, mert a kedvesével volt a klubban. Nem ismerte fel az énekest. 1985 márciusában újra összefutottak egy klubban, miután Hutton már szakított a párjával. A Live Aid előtt néhány héttel Freddie újra kapcsolatba lépett vele. Bemutatta Mary Austinnak és Mary barátjának, Joe Bertnek is.[76] Hutton valóban a színpad mögül nézte a Live Aidet – először látta színpadon Mercuryt: „Döbbenetes volt. Érezni lehetett a hatást, amit a jelenléte gyakorolt a tömegre. Később Elton [John] odajött és azt mondta: ‘Haver, jól learattad az összes babért.’”[79]
- Különösen sok kritikát kapott az, ahogyan a film bemutatta Mercury HIV-diagnózisát.[80][81][82] Az énekes nem a Live Aid előtt szerzett tudomást a betegségről. Elképzelhető, gyanította, hogy megfertőződött,[72] de egy 1985 végén végzett teszt negatív lett.[83] Mercury elég jól volt ahhoz, hogy részt vegyen a Magic Tour turnén 1986-ban.[84] Csak 1987-ben diagnosztizálták és 1989-ig nem beszélt erről az együttesnek.[83]
- A filmet Mercury homoszexuális kapcsolatainak bemutatása miatt is kritizálták, különösen a Paul Prenterrel való kapcsolatát, melyet züllesztő hatásúnak mutattak; Huttonnal való kapcsolatának felületes leírását is bírálták.[85] Ugyanakkor egy 2016-os interjúban John Reid úgy nyilatkozott, hogy Prenter megosztó személyiség volt Freddie és az együttes között.[72] Roger Taylor szerint „nagyon, nagyon rossz hatással volt Freddie-re, és ezáltal az együttesre, tényleg. Azt akarta, hogy a zenénk olyan legyen, mintha besétáltál volna egy melegbárba. És én nem akartam ezt.”[72]

### További eltérések
- Több dal születését sem kronológiai sorrendben mutatták be. A Fat Bottomed Girlst az együttes első, 1974-es amerikai turnéja alatt játsszák, azonban May csak 1978-ban írta meg. A We Will Rock You felvételei közben Mercury már bajusszal és rövid hajjal látható, azonban csak 1980-tól nézett ki így. Az Another One Bites the Dust az 1980-as The Game című albumhoz készült, és nem a Hot Space felvételei alatt született.
- Nem volt szó arról, hogy Paul Prenter ne adta volna át Mercurynak az üzeneteket. Prenter 1987-ig Mercury alkalmazottja maradt, és nem a televízióban beszélt az énekes férfiakhoz fűződő vonzalmáról, hanem a The Sun című bulvárlapnak adta el a sztorit 32 000 fontért. Emiatt rúgták ki.[86]
- John Reidtől, a Queen menedzserétől nem Mercury döntése alapján váltak meg. Közös megegyezéssel váltak szét, mivel az együttes úgy érezte, a menedzser nem tudott megfelelő mennyiségű időt szánni rájuk Elton John menedzselése mellett. Reid szép összeget kapott, valamint megtarthatta a neki járó jogdíjakat is.[72]
- Jim Beach 1978-ban lett az együttes menedzsere, nem a Hot Space felvételeinek idején, ahogy a filmben látható.[87]

## Forgalomba hozatal
A Bohém rapszódia premierjére 2018. október 23-án került sor a Wembley Arenában. Október 24-én került a mozikba az Egyesült Királyságban, az Egyesült Államokban pedig november 2-án, a 20th Century Fox által. Magyarországon november 1-jétől volt látható a Fórum Hungary terjesztésében. Korábban december 25-i dátum volt megjelölve a forgalomba hozatalra.
2018 novemberében John Ottman egy interjúban megemlítette, hogy egy bővített változatot is kiadnak majd, melyben szerepelnek a kivágott jelenetek. Hogy milyen formátumban és mikor jelenne meg ez a változat, nem tudta megmondani. A filmet 2019. január 22-én mutatták be digitális platformokon, a DVD- és Bluray-változat pedig 2019. február 12-én jelent meg.
Kínában és Malajziában a filmet cenzúrázva mutatták be, kivágva az összes homoszexualitással és kábítószerrel kapcsolatos jelenetet.

### Marketing
2018. május 15-én került fel a film előzetese a YouTube-ra, ahol az első 24 órában több mint ötmillió megtekintést számlált. Bryan Fuller televíziós forgatókönyvíró és producer rámutatott, hogy az előzetes, Mercury nőkkel való kapcsolatát favorizálja, és a szinopszisban nem szerepel az énekes HIV-diagnózisa, ehelyett „életét veszélyeztető betegségként” írnak róla. Az előzetes megjelenésével három Queen-dal került fel újra a Billboard Hot Rock Songs huszas slágerlistájára, a Bohemian Rhapsody, az Another One Bites the Dust és a We Are the Champions.
2018. június 11-én a CineEurope rendezvényen részleteket mutattak a filmből, majd a színpadon megjelent Rami Malek, Graham King producer, valamint Brian May és Roger Taylor is.
2018. szeptember 6-án bejelentették, hogy az Egyesült Államokban PG-13-as korhatár-besorolást kapott a film.

## Fogadtatás

### Bevételek
2019. április 26-ával bezárólag a film 216,4 millió amerikai dollár bevételre tett szert az Egyesült Államokban és Kanadában, a világ többi részén pedig 685,8 millióra, így összesen 902 millió dollárt jövedelmezett. A zenés életrajzi film műfajában a valaha volt legsikeresebb alkotás, megelőzve a 2015-ben bemutatott Egyenesen Comptonból című filmet.
Az Egyesült Királyságban a filmet a 2018. október 24-én 575 moziteremben mutatták be, 1,62 millió font (2,08 millió USD) bevétellel. A nyitó hétvégén 1250 teremben vetítették, 12,5 millió dollárral első volt a jegypénztáraknál. A második hétvégére újabb 7,4 millió dollárt termelt, mellyel továbbra is első helyen maradt, majd pedig 12 nap alatt már 26,15 millió dollár bevételnél tartott.
A nemzetközi forgalmazást tekintve a második hétvégén a film vezette a világranglistát 72,5 millió USD bevétellel. Franciaországban 7,7 milliót, Mexikóban 5,8 milliót, Németországban 5,7 milliót, Ausztráliában 5,7 milliót ért el. A negyedik hétvégén a film továbbra is erősen tartotta magát a piacon, 78 piacról 45,5 millió dollárral gazdagodott, összesen 256,4 milliót hozott. Ebben az időszakban a film legnagyobb felvevőpiaca az Egyesült Királyság, Dél-Korea, Franciaország, Ausztrália és Mexikó volt. December 12-én a film a valaha volt legsikeresebb zenei életrajzi film lett a nemzetközi pénztárakban, 433 millió dollárral.
Dél-Koreában a film másodikként debütált a jegypénztáraknál, azonban a negyedik hétvégére átvette a vezetést. Két hétre ugyan visszaesett, de a hetedik héten újra első lett, ez először fordult elő a koreai piacon hollywoodi filmmel. Az észak-amerikai piacon kívül ez a második legsikeresebb piaca a filmnek, 2018. december 31-ig összesen 70,2 millió dollárt termelt itt, ezzel a hatodik legsikeresebb külföldi film lett Dél-Koreában, több mint 9 millió eladott jeggyel, valamint a valaha volt legsikeresebb zenés film lett az országban.
Az Egyesült Államokban és Kanadában a filmet A diótörő és a négy birodalommal, valamint a Nobody’s Foollal egy időben mutatták be, és eredetileg 26–30 millió dollár bevételt vártak tőle a nyitóhétvégén. A nyitóhétre már 35-40 millióra számítottak. Az első napon 18,4 millió dollárt hozott. A nyitóhétvége végül 51,1 millió dollárt termelt, mellyel a második helyre került az Egyenesen Comptonból (60,2 millió USD) mögött a zenés életrajzi filmek műfajában. A második hétvégét 31,2 millióval zárta A Grincs mögött, a harmadik hétvégén pedig 15,7 millióval zárt a Legendás állatok: Grindelwald bűntettei és A Grincs mögött. A negyedik hétvégén 13,8 millió dollárral az ötödik helyen volt. December 1-jén átlépte a 162 millió dollárt a hazai jegypénztáraknál, és ezzel megelőzte az Egyenesen Comptonból-t a műfajában.
A bemutatót követően Magyarországon 2018 november első hétvégéjén, a Filmforgalmazók Egyesületének összesítése alapján a legnépszerűbb film lett a magyar mozikban. 2019. április 26-ig összesen 911 millió forint bevételt produkált a magyar pénztárakban, a 2018-as év legsikeresebb filmje volt az országban, megelőzve a Bosszúállók: Végtelen háborút. Nézőszám tekintetében Magyarországon 641 000 nézővel lett az év legnézettebb filmje.

### Kritikai visszhang

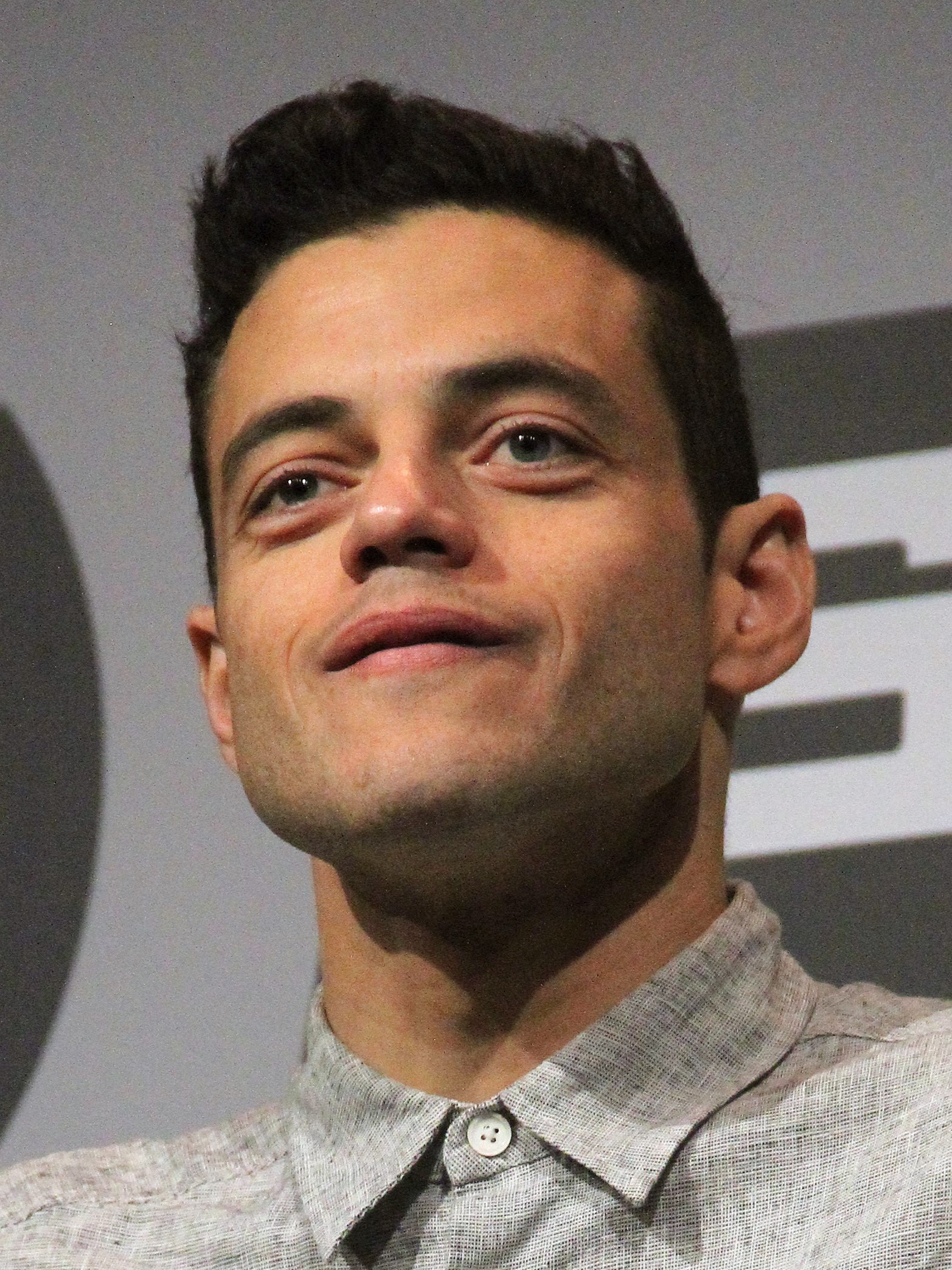
Rami Malek játéka számos dicséretet kapott

Az online kritika-aggregátor Rotten Tomatoes oldalon a film 62%-ot kapott 335 kritika alapján, és átlagosan 6,1 pontot ért el a 10-es skálán. Összesítésük szerint „[a] Bohém rapszódia megüt pár magas hangot, de ha egy közkedvelt együttes mélységeibe akarunk betekinteni, akkor a legnagyobb slágerek igazi válogatása helyett csupán egy egyveleget kapunk.” A Metacritic 100 pontból 48-at ítélt meg a filmnek, 46 kritika alapján, ami „vegyes vagy átlagos fogadtatást” jelöl. A CinemaScore oldalán a nézők az A+-tól F-ig terjedő skálán A-t szavaztak meg az alkotásnak, míg a PostTrak szerint a moziba járók 88%-ban pozitívan fogadták a filmet és 75% „mindenképpen ajánlaná”.
Owen Gleiberman a Variety magazintól úgy vélte, „Rami Malek imponálóan merít Freddie Mercury bohém rockisten-bravúrjából, de Bryan Singer középutat választó Queen életrajzi filmje alig ér fel a főszereplője teljesítményének autentikusságához.” Paul Whitington az Irish Independentben azt kifogásolta, hogy a film túl hangosan foglalkozik Freddie történetével, kihagyva fontos részeket a dráma felnagyítása miatt, és minden más szereplő egydimenziós a filmben. A párbeszédek egy részét esetlennek titulálta, és ötből három csillagot ítélt meg a filmnek, azonban hozzátette, hogy mindezek ellenére „remekül szórakozott”. Craig McLean az Evening Standardtól úgy fogalmazott, hogy a speciális effektusok jól sikerültek, a Live Aid felvételei nagyon meggyőzőek lettek. Dicsérte a színészek teljesítményét, különösen Malekét, „akiből csak úgy árad Mercury lénye”.
Alexis Petridis a The Guardiantól úgy vélte, Mercury ábrázolása „fertőtlenített”: „A Bohém Rapszódia olyan film, mely annyira gyorsan és lazán játszadozik az igazsággal, hogy végül szinte már nevetségessé válik: először csak kisebb kronológiai hibákon bosszankodik az ember... aztán a végére leesik az álla.” Steve Rose, szintén a The Guardian hasábjain azt írta, hogy „Rami Malek alakítása ad egyfajta varázslatot” ehhez a Queen által készített gyötrelmes rockkálváriához, mely aggasztóan moralizáló mögöttes olvasattal bír. David Ehrlich az IndieWirenál bár magasztalta Malek játékát, D+ értékelést adott a filmnek, kritizálva Singer rendezését és egyenesen kínosnak nevezte az alkotást. Kifogásolta, hogy a film szinte közhelyes, tankönyvi, amelyben a legendát az igazság elé helyezik még akkor is, amikor az igazság bemutatása sokkal érdekesebb lenne. A The Spectator kritikusa, Jasper Rees szerint a film „előemésztett klisék sorozata”, ahol „úrrá lesz rajtad az a zsibbasztó érzés, hogy semmi nem úgy történt, ahogy bemutatták.” Példaként Mercury AIDS-diagnózisának prezentálását hozta. Végül így jellemezte az alkotást: „A jelmezek és a parókák szemet gyönyörködtetőek, és a dalok még mindig ott vannak a szeren. De ez a showmannek dedikált hommage inkább éheztet, mintsem lakomára hív.” Olly Richards az Empire oldalán azt írta, a film egy „biztonságos, hozzáértő, határozottan botránymentes életrajzi film. Óvatos gyengédséggel bánik Freddie Mercury életével, boldogan marad a szabályok keretein belül, amikor egy olyan emberről mesél, aki minden volt, csak nem szabálytisztelő.” Malek alakítását rendkívül látványosnak ítélte: „ha a forgatókönyv tele is van hamis hangjegyekkel, Malek hangneme mindig tökéletes.”
Peter Travers a Rolling Stone magazintól úgy vélte, Malek teljesítménye az egyik legjobb volt 2018-ban, és hogy a színész „olyan mélyre ássa magát a szerepében, hogy szinte alig hisszük el, hogy nem a valódit [Mercuryt] látjuk.” Bár a filmet egyenlőtlennek nevezte, Katie Walsh a Chicago Tribune-től úgy gondolta, „Malek viszi a hátán [a filmet] a puszta akaraterejével és tehetségével.” A negatív kritikát író Soumya Srivastava a Hindustan Times hasábjain mégis azt írta, hogy Malek a karaktert „abszolút tökéletesen” alakította. Johnny Oleksinski a New York Posttól azonban nem volt meggyőződve Malek alakításáról, szerinte „csak a felszínt kapargatja – fizikailag felvillanyozó, de teljesen lényeg nélküli.”
A filmet Mercury homoszexuális kapcsolatainak ábrázolása miatt is sok kritika érte. Aja Romano a Vox weboldalán arról írt, hogy a film tulajdonképpen „egy nagy Queen-koncert akar lenni és Mercuryt egy rockistenségnek ábrázolni, nem pedig egy valódi, queer emberként. A végeredmény sokkal bántóbb mint az átlagos, tudat alatt homofób filmek. A Bohém rapszódia olyan film, amely tudatosan helyez a középpontjába egy meleg férfit, miközben stratégikusan elhatárolódik a 'meleg' résztől, amennyire csak tud, röviden átsuhan az érzelmi és szexuális tapasztalatai felett és rákattan az ex-barátnőjével való plátói kapcsolatára.” Olly Richards hasonló véleményen volt: „A fókusz tekintetében néhány szerencsétlen, furcsa döntésre került sor, például hogy annyi időt szentelnek a Mary Austinnal való kapcsolatának, de szinte semmit bármilyen boldog meleg, romantikus vagy másmilyen kapcsolatának.” Owen Gleiberman azt írta, a film „annyira kesztyűs kézzel, óvatosan kezeli Freddie magánéletét – a szexuális és romantikus identitását, a magányosságát, vakmerő kalandjait a melegbárokban –, hogy még ha nem is hazudik túlságosan nagyot, akkor sem érezzük azt, hogy sok köze lenne a valósághoz.”
A magyar kritikák hasonló problémákat emeltek ki, a 24.hu szerint a film „egy két órásra nyújtott PR-klip: színes-szagos renomédarab sziporkázó főszereplővel, a zene ellenállhatatlan sodrásával, csak éppen hamukázva”. Stöckert Gábor, az Index.hu Cinematrix rovatának írója szerint a film „tele van csúsztatásokkal” és a forgatókönyv „meg se próbál egy picit mélyre fúrni, hanem mindvégig rettenetesen felszínes marad.” Mindennek ellenére azonban szórakoztató volt a film, és szerinte Malek „ezzel az alakításával bejelentkezett az Oscarra – bár a forgatókönyv nem ad neki akkora teret, mint az egy jó életrajzi filmtől elvárható lenne, percek alatt eladta nekem, hogy nem színészt nézek, hanem azt a sérülékeny zsenit, akit Freddie Mercurynak hívtak.” Az sg.hu szerint „nagyon megosztja majd a nézőit a Bohém rapszódia. Aki csak a Queen zenéjét ismeri, az egy jól elkészített filmet láthat, a rajongók azonban számtalan hazugsággal szembesülnek majd és csalódottan jöhetnek ki a mozikból.”
A kritikákra válaszul Brian May úgy nyilatkozott, hogy „a kritikusok azt a hibát követték el, hogy az előzetest értékelték, és nem a filmet. Következtetésekbe bocsátkoztak. Ha az ember egyszer letette a voksát, nehéz utána visszakozni.”
Miután a film elnyerte a legjobb vágásnak járó Oscar-díjat, internetes oldalakon kritizálták a vágást, például azt a jelenetet, amikor az együttes először találkozik későbbi menedzserével. A kritika szerint a jelenet „szörnyen fest”, egymás utáni gyors, zavaros vágásokkal. A film vágója, John Ottman elismerte a hibát, úgy nyilatkozott, „akárhányszor látom [ezt a jelenetet], legszívesebben zacskót húznék a fejemre.” Ottman szerint a jelenet a rendezőváltásnak esett áldozatul, mert megváltozott a történet menete és nem volt idő finomítani a jeleneten.

## Díjak és jelölések
| Év                                    | Díj                                     | Kategória | Jelölt     | Eredmény        | Hiv.    |
| ------------------------------------- | --------------------------------------- | --- | ---------- | --------------- | ------- |
| 2018                                  | Chicago Film Critics Association Awards | legjobb színész | Rami Malek | Jelölve         | [ 141 ] |
| 2019                                  |                                         | |            |                 |         |
| AACTA Awards                          | legjobb film                            | Bohém rapszódia | Jelölve    | [ 142 ]         |         |
| AACTA Awards                          | legjobb színész                         | Rami Malek | Elnyerte   | [ 142 ]         |         |
| AACTA Awards                          | legjobb forgatókönyvíró                 | Anthony McCarten | Jelölve    | [ 142 ]         |         |
| British Academy Film Awards           | legjobb brit film                       | Bohém rapszódia | Jelölve    | [ 143 ] [ 144 ] |         |
| British Academy Film Awards           | legjobb férfi főszereplő                | Rami Malek | Elnyerte   | [ 143 ] [ 144 ] |         |
| British Academy Film Awards           | legjobb operatőr                        | Newton Thomas Sigel                                                                                                   | Jelölve    | [ 143 ] [ 144 ] |         |
| British Academy Film Awards           | legjobb hang                            | John Casali, Tim Cavagin, Nina Hartstone, Paul Massey, John Warhurst                                                  | Elnyerte   | [ 143 ] [ 144 ] |         |
| British Academy Film Awards           | legjobb jelmeztervezés                  | Julian Day | Jelölve    | [ 143 ] [ 144 ] |         |
| British Academy Film Awards           | legjobb smink                           | Mark Coulier, Jan Sewell                                                                                              | Jelölve    | [ 143 ] [ 144 ] |         |
| British Academy Film Awards           | legjobb vágás                           | John Ottman | Jelölve    | [ 143 ] [ 144 ] |         |
| Critics’ Choice Movie Awards          | legjobb színész                         | Rami Malek | Jelölve    | [ 145 ]         |         |
| Critics’ Choice Movie Awards          | legjobb jelmeztervezés                  | Julian Day | Jelölve    | [ 145 ]         |         |
| Critics’ Choice Movie Awards          | legjobb haj és smink                    | Bohém rapszódia | Jelölve    | [ 145 ]         |         |
| Golden Globe-díj                      | legjobb filmdráma                       | | Elnyerte   | [ 146 ] [ 147 ] |         |
| Golden Globe-díj                      | legjobb színész filmdrámában            | Rami Malek | Elnyerte   | [ 146 ] [ 147 ] |         |
| Oscar-díj                             | legjobb film                            | Bohém rapszódia | Jelölve    | [ 148 ] [ 149 ] |         |
| Oscar-díj                             | legjobb színész                         | Rami Malek | Elnyerte   | [ 148 ] [ 149 ] |         |
| Oscar-díj                             | legjobb vágás                           | John Ottman | Elnyerte   | [ 148 ] [ 149 ] |         |
| Oscar-díj                             | legjobb hangvágás                       | John Warhurst, Nina Hartstone                                                                                         | Elnyerte   | [ 148 ] [ 149 ] |         |
| Oscar-díj                             | legjobb hangkeverés                     | Paul Massey, Tim Cavagin, John Casali                                                                                 | Elnyerte   | [ 148 ] [ 149 ] |         |
| Palm Springs Nemzetközi Filmfesztivál | Átütő előadás                           | Rami Malek | Elnyerte   | [ 150 ]         |         |
| Satellite Awards                      | legjobb színész (musical/vígjáték)      | Rami Malek | Elnyerte   | [ 151 ]         |         |
| Screen Actors Guild-díj               | legjobb férfi főszereplő                | Rami Malek | Elnyerte   | [ 152 ]         |         |
| Screen Actors Guild-díj               | Legjobb szereplőgárda (mozifilm)        | Lucy Boynton, Aidan Gillen, Ben Hardy, Tom Hollander, Gwilym Lee, Allen Leech, Rami Malek, Joe Mazzello és Mike Myers | Jelölve    | [ 152 ]         |         |

## Fordítás
- Ez a szócikk részben vagy egészben  a   Bohemian Rhapsody (film) című angol Wikipédia-szócikk fordításán alapul.  Az eredeti cikk szerkesztőit annak laptörténete sorolja fel. Ez a jelzés csupán a megfogalmazás eredetét és a szerzői jogokat jelzi, nem szolgál a cikkben szereplő információk forrásmegjelöléseként.